# Strada statale 753 di Esino
La strada statale 753 di Esino (SS 753), già SP65, è una strada statale italiana il cui percorso si sviluppa in Lombardia. Si tratta di una importante arterie della provincia di Lecco e un frequentato itinerario turistico che collega la Valsassina con la Val d'Esino. Gran parte del tracciato è inserito nel Parco della Grigne Settentrionale.
La strada offre notevoli scorci paesaggistici, specialmente nei pressi di due aree di sosta che si affacciano da oriente sul Lago di Como, in località Bologna e Agueglio (Perledo).

## Percorso
La strada ha origine in località Olivedo distaccandosi dalla SP 72, all'altezza della foce del torrente Esino nei pressi della Stazione di Varenna-Esino-Perledo e della stazione dei traghetti e battelli che partendo da Varenna attraversano il Lago di Como.
La strada prosegue a mezza costa regalando panorami mozzafiato interessando le altre frazioni di Perledo ovvero Regolo, Selva e (Bologna fino al bivio che permette di raggiungere il passo Cainallo.
Si giunge quindi ad Esino Lario da dove si prosegue poi in direzione del Passo di Agueglio e dell'abitato di Parlasco. La strada prosegue poi il suo percorso fino all'intersezione con la SP 62 a Cortenova, cuore della Valsassina nella sponda sinistra del torrente Pioverna, ad una altezza altimetrica pari a 483 m.s.l.m..

## Storia

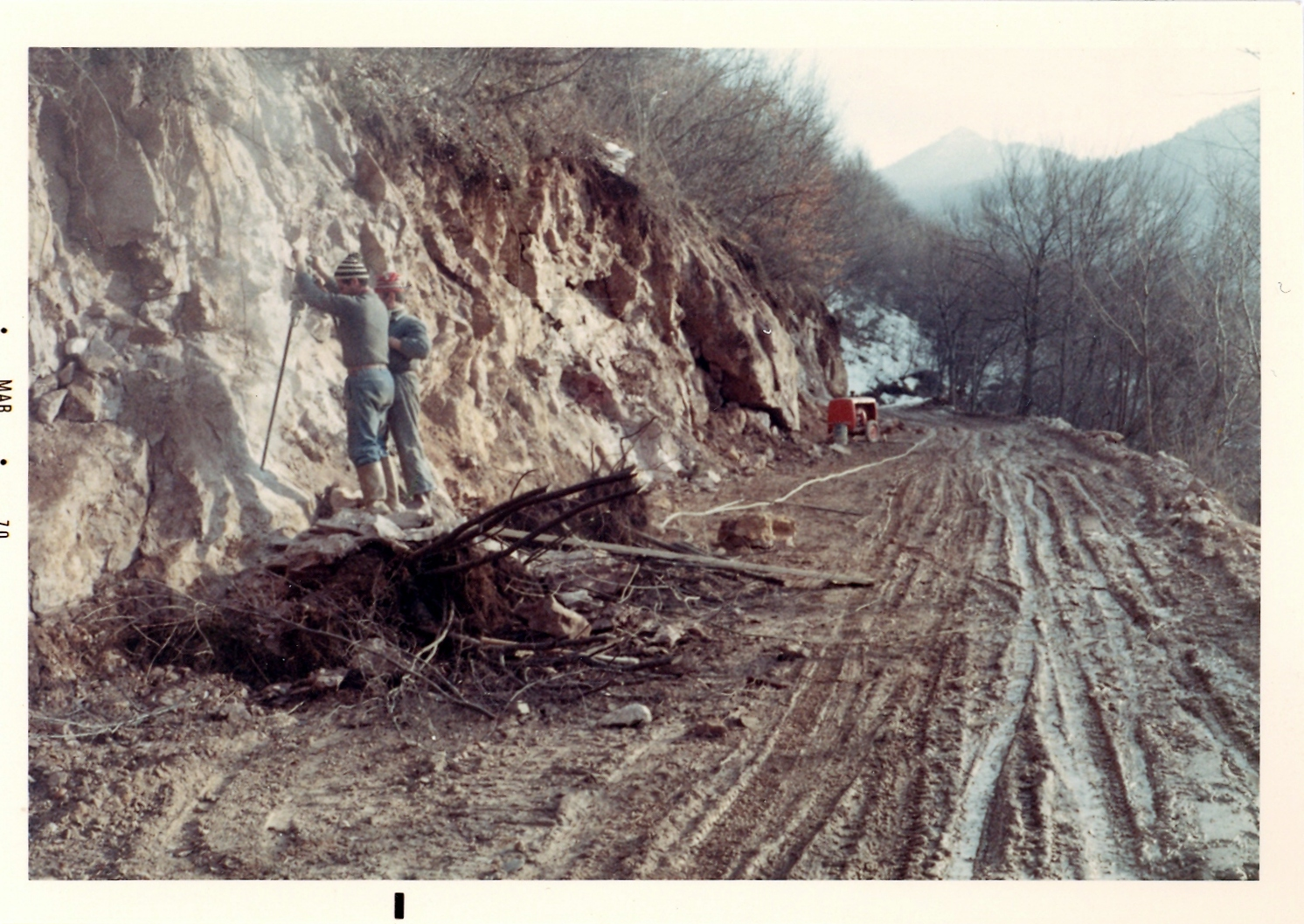
La strada che collega Esino Lario a Parlasco durante la sua costruzione

Il tratto Esino Lario-Parlasco è dedicato all'ingegner Pietro Pensa. Il resto del tracciato, all'infuori del comune di Esino Lario, è denominato Via per Esino.
Sin dagli anni Ottanta la SP 65 ha ospitato anche gare di rally, nel tempo soppiantate a causa dell'alto numero di incidenti, l'ultima gara si è svolta nel 2012.
La strada era tradizionalmente classificata come strada provinciale 65 di Esino (SP 65); è stata poi oggetto della seconda tranche del cosiddetto piano Rientro strade, per cui la competenza è passata all'ANAS il 3 maggio 2021.
La strada ha ottenuto la classificazione attuale nel corso del settembre 2021 con i seguenti capisaldi di itinerario: "Innesto viale dei Giardini a Perledo - Innesto con la S.P. n. 62 e incrocio con via località Galera a Cortenova", invertendo perciò la direzione della progressiva chilometrica.